# ダルマストーブ

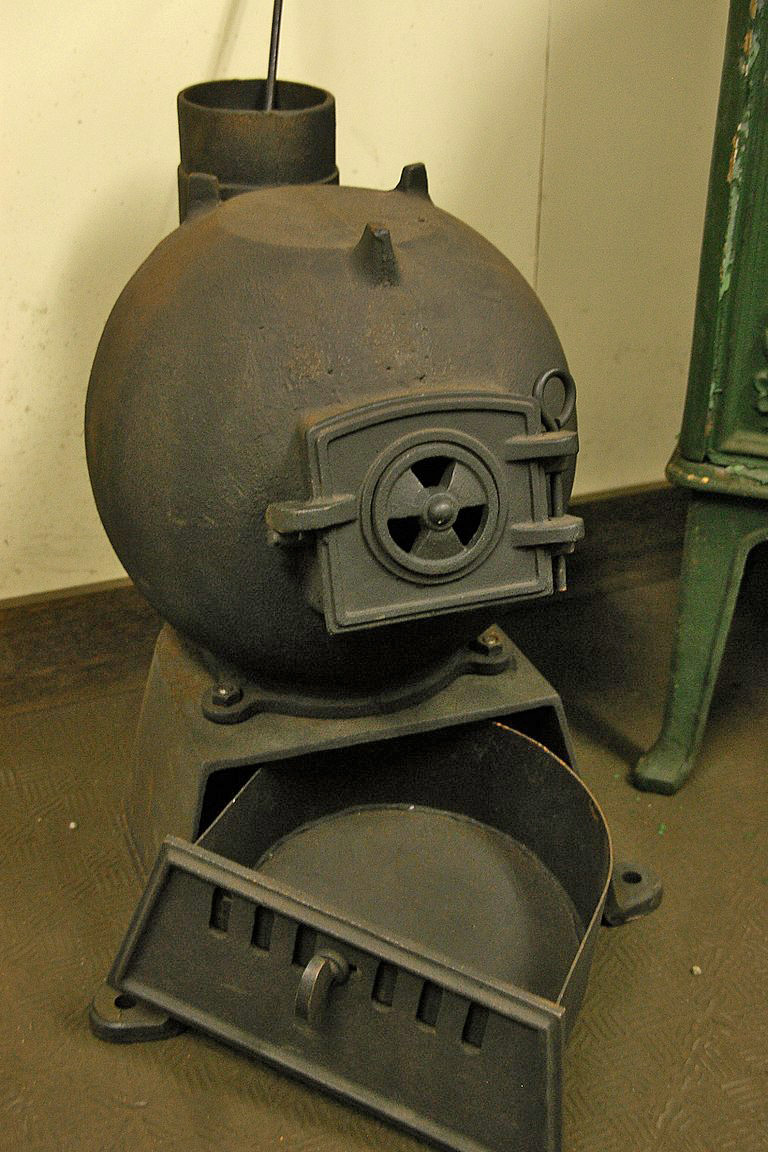
ダルマストーブ

ダルマストーブとは明治から昭和中後期にかけて日本で使用された鋳鉄製の暖房器具である。その形体（膨らんだ寸胴形、寸胴形、球形など）がだるまを想起させることからこの名がある。

## 駅、学校、家庭のダルマストーブ
冬季の暖房に鋳鉄製の大型のストーブが駅の待合室や公共施設、学校の教室で使用されていた。燃料は主に石炭、コークス、木材（薪、オガ炭）などが使われていたが、本来は石炭を燃料とすることを想定して作られているストーブである。北海道では球形の「ダルマストーブ」を一般家庭でも使用することがあったが、一般的には胴長の鋳物ストーブを総称してダルマストーブと呼んでいた。これらの場所では、昭和中期から後期にかけて急速にガスや石油ストーブに置き換わり、姿を消していった。
昭和30年代までは小中学校でもダルマストーブが用いられており、日直の児童生徒は朝登校すると学校から毎日一定量が支給される石炭、コークス、薪などを駆使してダルマストーブの火を起こし、午後の授業が終わるまでコークスを補給しながら火を維持しつづけるのが日課であったが、着火と燃料補給、消火作業に至るまでの一連の行程には独特のコツが有り、児童や生徒によっては着火や燃料の維持に大変に苦労したという逸話も伝わっている。

## 列車におけるダルマストーブ
1880年（明治13年）の札幌 - 手宮間の官営幌内鉄道開通時から客車の暖房には石炭ストーブが使用されたが、1900年（明治33年）頃からは寸胴形が普及してきた。
明治時代中期から日本でも先進諸国に倣い、蒸気機関車の高温蒸気の一部を客車に配管で供給する蒸気暖房の導入が始まった。だが、古い客車にまで暖房配管を行き渡らせるのは容易でなく、また客車の世代交代が進んでからも、北海道の地方路線等では客車と貨車を1本の列車につないで運行する「混合列車」が少なくなく、貨車には暖房配管が装備されない一方で、必ずしも機関車直後に客車を限定して繋げることはできなかった。従って、機関車との連結状況とは無関係に、個々の客車で独立して暖房可能なストーブ式暖房が、主にローカル線で多用されることになった。
「ダルマストーブ」は大正期に北海道内地方線区で使用されていた丸形ストーブを1922年（大正11年）に灰取り用の引き出しを大きくしたうえ、底を平らにして使用したもので、以来これは北海道内各線区に急速に普及した。これは外形が300 mmの球形で、下に火格子と灰取りの引き出し、正面に焚き口、背面に排煙口、上部は乗客が物を載せられない（スルメを焼くなどの行為を防ぐ）ように球状のままで下に脚があった。その形状から「たこストーブ」「地球形ストーブ」「ほおずきストーブ」とも呼ばれた。
二軸客車には車内に1個、ボギー客車では客室内前後に2個、その部分の座ぶとん（4名分のクッション。背もたれは背後隣席と共用のため残される）を外して設置された（このような客車では、車端部にペンキ書きされる定員は夏と冬の2段書き込みになっており、冬は定員が減った）。石炭の補給と灰落としは「十能」と「デレッキ」（北海道方言で火かき棒の意味）を持った車掌が行い、乗客は直接、手を触れないようになっていた。
この球形の「ダルマストーブ」は、扱いに手間がかかることや車内全体を均一に暖房できない弱点もあって、列車の客貨分離による客車の蒸気暖房の普及、旅客列車の気動車化（エンジン廃熱や温風暖房器で暖房できる）等によって実用されなくなり、国鉄の定期列車では1972年（昭和47年）3月の石北本線を最後に、また不定期列車では1974年（昭和49年）3月の深名線の臨時混合列車を最後に姿を消した。最後まで使用されたのは夕張市の三菱大夕張鉄道で、1976年（昭和51年）の春に姿を消した。同線ではその後、廃線まで「フジキ式」と呼ばれる石炭ストーブが客車暖房に用いられた。
なお、1984年（昭和59年）2月まで走っていた釧網本線の混合列車に連結されていた郵便荷物車には末期までダルマストーブが付いていた。これは、牽引機が蒸気発生装置を搭載していないタイプのDE10形であり、機関車と客車の間に貨車が連結される場合が多かったことによる（同列車に組成されていた一般客用の旅客車には軽油燃焼式の温気暖房装置が装備された）。
近年は観光資源としての意味合いで敢えての復活事例が出ている。JR北海道の「流氷ノロッコ号」、「冬の湿原号」や、JR東日本の「風っ子ストーブ列車」（こちらは大柄な樽形）などのイベント列車でダルマストーブが復活し、観光客に喜ばれている。車内ではスルメ等の乾物も販売され、それらをストーブの上で焼いて食べることができる。
JR線以外では津軽鉄道で冬場（毎年11月中旬から翌年3月まで）にストーブ列車が運行されている。もともとは通学時間帯の客車列車を牽引するディーゼル機関車に蒸気発生装置が搭載されていないための措置だったが、現在ではほぼ全てが観光目的の乗車となっており（乗客からストーブ列車料金を徴収するため、地元客はもっぱら一般車両に乗車）、ストーブの上では酒のつまみ用のスルメや餅・干物を焼いて食べることができる。なお、焼肉等、生ものを焼くことは禁止されている。
観光鉄道では嵯峨野観光鉄道が2015年3月に西日本では初となるストーブ列車の試験運行を開始し、同年12月10日に本格運行を開始した。全車指定席ではあるが、ストーブ周辺の席は自由に座ることができる。